# اتفاقية باريس بشأن مسؤولية الطرف الثالث في مجال الطاقة النووية
اتفاقية باريس بشأن مسؤولية الطرف الثالث في مجال الطاقة النووية (بالإنجليزية: Paris Convention on Third Party Liability in the Field of Nuclear Energy) هي اتفاقية منظمة التعاون الاقتصادي والتنمية لعام 1960 بشأن المسؤولية والتعويض عن الأضرار الناجمة عن الحوادث التي تحدث أثناء إنتاج الطاقة النووية. دخلت الاتفاقية حيز التنفيذ في 1 أبريل 1968 وتم تعديلها ببروتوكولات في 1964 و1982 و2004. الاتفاقية بصيغتها المعدلة ببروتوكولي 1964 و1982 لديها 16 طرفًا موقعًا. لم يدخل بروتوكول 2004 حيز التنفيذ. وقعت النمسا ولوكسمبورغ على الاتفاقية لكنهما لم يصدقا عليها. أودعت سويسرا وثائق تصديقها على الاتفاقية بصيغتها المعدلة ببروتوكول عام 2004. ستدخل الاتفاقية حيز التنفيذ بالنسبة لهذا البلد بمجرد دخول بروتوكول 2004 حيز التنفيذ.

## الاتفاقية
- يحد من المسؤولية إلى مبلغ معين ويحد من فترة تقديم المطالبات.
- تتطلب تأمينًا أو ضمانًا آخر من قبل المشغلين.
- قنوات المسؤولية حصريًا لمشغل المنشأة النووية.
- فرض مسؤولية صارمة على المشغل النووي، بغض النظر عن الخطأ، ولكن مع مراعاة الاستثناءات.
- يمنح الاختصاص الحصري لمحاكم دولة واحدة، وهي عادة الدولة التي يقع الحادث على أراضيها.